# الجريمة في النرويج

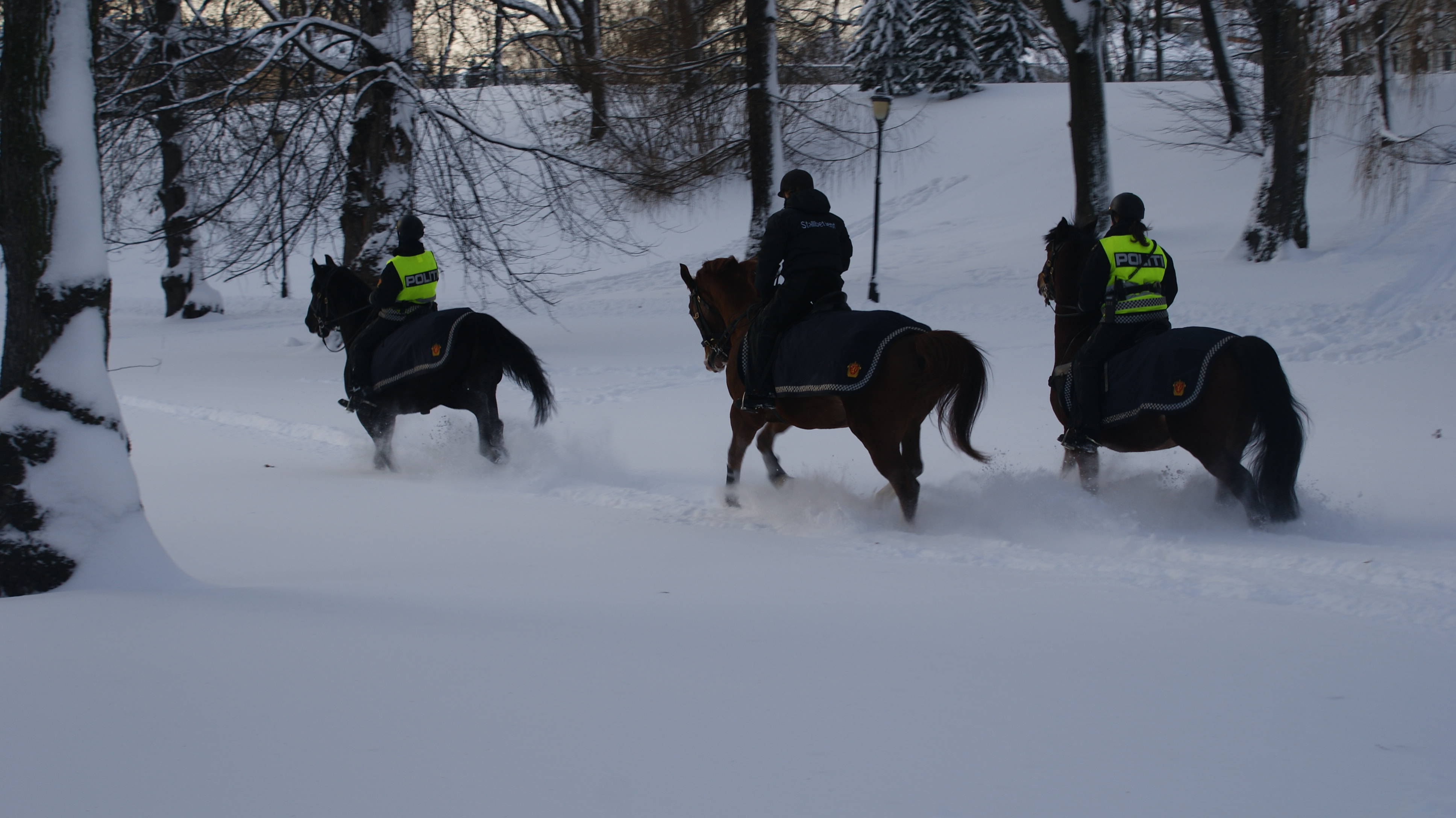
شنت الشرطة النرويجية في بالاس بارك, أوسلو.

تتصدى وكالات إنفاذ القانون النرويجية للجريمة .
بشكل عام, النرويج لديها معدل جريمة منخفض للغاية, وشهدت انخفاضًا كبيرًا في الجريمة في السنوات الأخيرة. كان هناك انخفاض بنسبة 4.3 في المائة من 2015-2016, وانخفاض بنسبة تصل إلى 9.6 في المائة عن عام 2014. إذا تم أخذ النمو السكاني في الاعتبار, فإن هذا المستوى من الجرائم المبلغ عنها هو إلى حد بعيد الأدنى في 24 سنة من هذه الإحصاءات.

## الجريمة حسب النوع

### قتل
في عام 2018, بلغ معدل القتل في النرويج 0.53 لكل 100 ألف من السكان. كان هناك ما مجموعه 25 جريمة قتل في النرويج في عام 2018.
وفقًا لمقارنة إحصاءات الجريمة من دائرة التحقيقات الجنائية الوطنية النرويجية و BRÅ السويدية التي أجرتها صحيفة افتنبوستن اليومية النرويجية, فإن معدل القتل في النرويج منذ عام 2002 كان تقريبًا نصف معدل القتل في الدولة المجاورة السويد.

### العنف الجنسي
في عام 2018, تم إبلاغ الشرطة عن 2564 حالة اغتصاب.<undefined />

### العنف المنزلي
ووفقاً لإحصاءات الشرطة النرويجية, تم الإبلاغ عن 5284 حالة عنف منزلي في عام 2008. وتراوحت هذه الحالات بين أعمال عنف خطيرة مثل القتل والشروع في القتل والاعتداء الجسدي. زاد عدد حالات العنف الأسري المبلغ عنها بنسبة 500 في المائة من 2005 إلى 2011.

### جريمة منظمة
تعمل الجريمة المنظمة على نطاق ضيق. الاتجار بالمخدرات, والسرقة الصغيرة, وعصابات السطو على المنازل من الجرائم المنظمة, والتي غالبًا ما ترتبط داخل مجتمعات الشباب المهاجرين أو عبر العصابات الإجرامية من خارج النرويج.
تورطت عصابة ملائكة الجحيم عصابة الدرجات النارية في جرائم الأسلحة والمخدرات في النرويج . كما شارك سائقي الدراجات النارية النرويجيين في حرب Great Nordic Biker War.

## الجريمة حسب الموقع

### أوسلو
وفقًا لشرطة أوسلو, يتلقون أكثر من 15000 بلاغ عن سرقات صغيرة سنويًا. المعدل هو أكثر من سبعة أضعاف عدد الفرد في برلين. يتم حل ما يقرب من 0.8٪ من تلك الحالات. في الأشهر الستة الأولى من عام 2014, انخفض عدد السرقات الصغيرة بنحو 30٪.
شهدت أوسلو ارتفاعًا سنويًا في حالات الاعتداء الجنسي في السنوات التي سبقت عام 2012.

## ديناميات الجريمة
نسبة كبيرة من الجرائم التي تُرتكب في النرويج يرتكبها النرويجيون بينما 34 في المائة من نزلاء السجون النرويجيين هم من الأجانب.

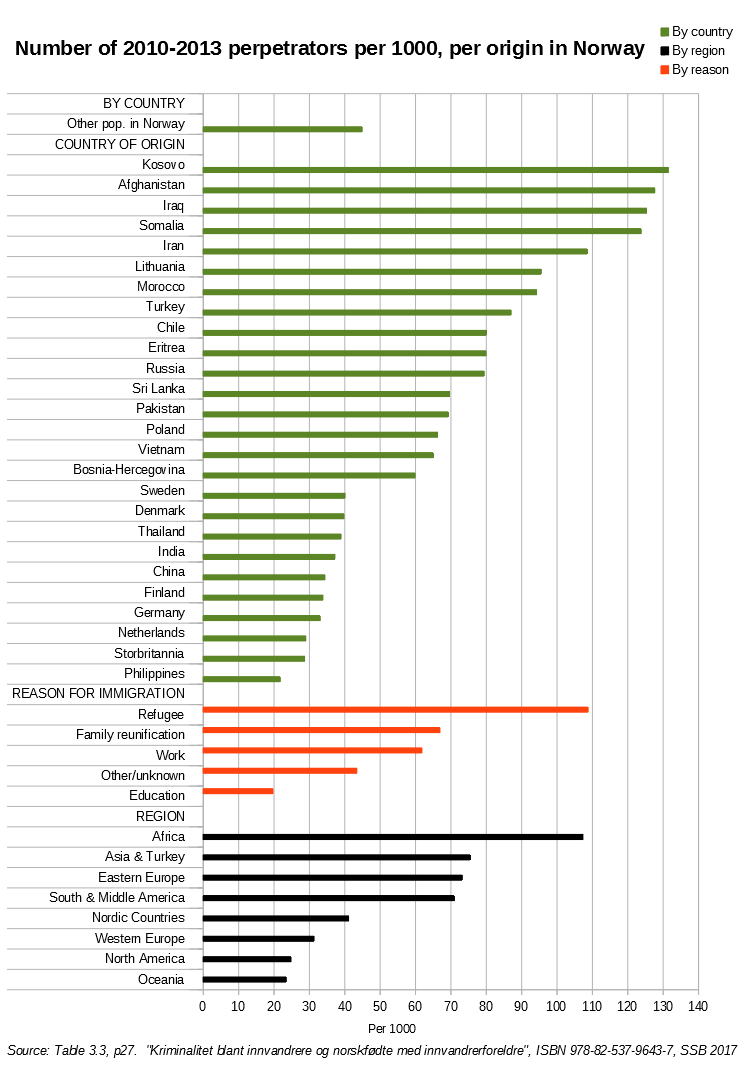
مخطط شريطي يوضح عدد الجناة الذين تتراوح أعمارهم بين 15 عامًا فأكثر لكل 1000 مقيم لكل سكان مولودين في الخارج للأعوام 2010-2013, وفقًا لإحصاءات النرويج. لكل بلد من البلدان أربعة أشرطة, حيث تمثل M1 (الأخضر) نسبة الجناة غير المعدلين للعوامل الاجتماعية والاقتصادية, و M2 (الأرجواني) يرمز إلى التعديل حسب العمر والجنس, وتعديل M3 (الأصفر) للإقامة, وتعديل M4 (الأزرق) للتوظيف. يعتمد التمثيل الزائد إلى حد كبير على متغيرات M2-M4, وينخفض بشكل كبير عند أخذها في الاعتبار.

الاحتمال العام بأن الشخص الذي يعيش في النرويج (بالنرويجية: forbrytelse) بنسبة 0.5 نقطة مئوية للمهاجرين مقارنة بالسكان غير المهاجرين للجرائم المرتكبة في السنوات 2001-2004. وكان معدل الإصابة مرتفعًا بشكل خاص بين المهاجرين من كوسوفو والمغرب والصومال والعراق وإيران وتشيلي, ووصل إلى أكثر من 2٪ في كل هذه المجموعات. بالمقارنة, كانت نسبة الإصابة في السكان غير المهاجرين حوالي 0.7٪. كان معدل الإصابة أقل من السكان غير المهاجرين بين المهاجرين من دول أخرى, من دول أوروبا الغربية, وأوروبا الشرقية باستثناء بولندا والبلقان وروسيا والفلبين والصين وأمريكا الشمالية. كان معدل الإصابة أعلى أيضًا بالنسبة للأشخاص الذين لديهم أبوين مهاجرين في جميع البلدان الأصلية, بما في ذلك بلدان الشمال الأوروبي ودول أوروبا الغربية. عندما تم تصحيح البيانات الخاصة بالهيكل العمري والجنساني لمجموعة السكان (أكثر مجموعات المهاجرين تمثيلا زائدا أيضا لديها تمثيل زائد كبير للشباب), ومكان الإقامة (ريفي - مركزي) وحالة التوظيف, كان التمثيل الزائد هو وجدت أنها أقل بشكل ملحوظ, خاصة بالنسبة لتلك المجموعات التي لديها أعلى معدل في الإحصائيات غير المصححة. بالنسبة لبعض المجموعات, من بينها مهاجرون من البوسنة والهرسك وبولندا وروسيا ودول أوروبا الشرقية الأخرى, لم تختلف الحوادث المصححة اختلافًا كبيرًا عن السكان غير المهاجرين.
في عام 2017, أمر وزير الهجرة سيلفي ليستهاوغ بتقرير مكتب إحصاءات النرويج عن الجريمة في النرويج. وفقًا لإحصاءات النرويج, نظرًا لوجود نسبة منخفضة بشكل عام من الجريمة عبر جميع السكان المقيمين, فقد حدد نطاق الورقة لأرقام الدول الفردية التي عاش منها ما لا يقل عن 4000 مهاجر في النرويج اعتبارًا من 1 يناير 2010. في الفترة 2010-2013, وُجد أن نسبة الجناة المولودين في الخارج للجرائم الجنائية الذين تتراوح أعمارهم بين 15 عامًا وما فوق لكل 1000 مقيم في النرويج هي الأعلى بين المهاجرين من أمريكا الجنوبية والوسطى (164.0), وأفريقيا (153.8), وآسيا بما في ذلك تركيا (117.4), والأدنى بين المهاجرين من أوروبا الشرقية (98.4), ودول الشمال الأخرى (69.1), وأوروبا الغربية خارج منطقة الشمال (50.7). تمت مقارنة هذا بمتوسط 44.9 بين النرويجيين الأصليين و 112.9 بين المقيمين المولودين في النرويج مع والديهم من أصل أجنبي. من بين بلدان المنشأ الفردية التي قدمت أرقام عنها, كانت النسبة المقدرة للجناة المولودين في الخارج هي الأعلى بين المهاجرين من كوسوفو (131.48), وأفغانستان (127.62), والعراق (125.29), والصومال (123.81), وإيران (108.60). اعتمد التمثيل الزائد إلى حد كبير على متغيرات مثل الجنس والهيكل العمري (M2) والتوظيف (M4), مع وجود تأثير ضئيل للإقامة (M3) على الإجمالي. عند تعديلها وفقًا لهذه المتغيرات, انخفضت النسبة غير المعدلة (M1) لمرتكبي الجرائم الجنائية المولودين في الخارج خلال نفس الفترة انخفاضًا كبيرًا في التقديرات المعدلة: كوسوفو (113 م2 ؛ 106 م4), أفغانستان (93 م2 ؛ 85 م4), العراق (102 م2 ؛ 92 م4), الصومال (102 م2 ؛ 89 م4), وإيران (98 م2 ؛ 91 م4). كان المهاجرون من بولندا هم السكان الوحيدون ذوو التمثيل الزائد الذي يمكن لجميع المتغيرات الثلاثة القابلة للتعديل, بما في ذلك الإقامة, أن تفسر تمثيلهم الزائد.
وفقًا لإحصاءات النرويج, اعتبارًا من عام 2015, تعرض ما مجموعه 260,868 شخصًا مقيمًا في النرويج لعقوبات. من بين هؤلاء, كان معظمهم من مواطني دول في أوروبا (240,497 فردًا), تليها آسيا (2899 فردًا), وأفريقيا (2469 فردًا), والأمريكتين (909 فردًا), وأوقيانوسيا (92 فردًا). وكان هناك أيضا 13853 شخصا معاقبتهم مجهولون الجنسية, و 149 شخصا معاقبتهم بدون جنسية. البلدان الخمسة الأكثر شيوعًا للمواطنين الأجانب في النرويج الذين تعرضوا لعقوبات كانت بولندا (7952 فردًا) وليتوانيا (4227 فردًا) والسويد (3490 فردًا) ورومانيا (1953 فردًا) والدنمارك (1728 فردًا).

## المخدرات
سوق المخدرات النرويجي مستقر, حيث تستخدم وكالات إنفاذ القانون المخدرات من نوع القنب بشكل شائع وتضبطه, بينما تنخفض أهمية الأمفيتامينات والإكستاسي والإكستاسي وغيرها من المواد ذات التأثير النفساني التركيبي والمستحضرات الصيدلانية المخدرة. كان هناك انخفاض حاد في تعاطي الهيروين. لا يزال الكوكايين أكثر أهمية.

## الوقاية

### الشرطة
النرويج لديها 188 ضابط شرطة لكل 100,000 شخص .

### بحث
تقوم العديد من المنظمات البحثية بإجراء أبحاث حول جوانب مختلفة من الجريمة ومنع الجريمة. في عام 2004, أنشأت الحكومة المركز النرويجي للعنف ودراسات الإجهاد الناتج عن الصدمات مع المسؤولية الوطنية عن أبحاث العنف في النرويج, بما في ذلك العنف الجنسي والمنزلي.